# Albert Wellek
Albert Wellek (* 16. Oktober 1904 in Wien; † 27. August 1972 in Mainz) war ein österreichisch-deutscher Psychologe. Er gilt als Mitbegründer der modernen Musikpsychologie und Vertreter der geisteswissenschaftlich orientierten Psychologie im 20. Jahrhundert.

## Leben
Nach dem Studium der Musik, der neueren Literaturwissenschaft und der Philologie in Prag und Wien wurde er in Komposition und Dirigieren am Staatskonservatorium in Prag ausgebildet.
1928 wurde er in Wien mit einer Arbeit über die Wahrnehmung von Musik promoviert.
1937 trat er den NSDAP-Organisationen Nationalsozialistischer Lehrerbund und Nationalsozialistischer Deutscher Dozentenbund bei und war Blockwalter der Nationalsozialistischen Volkswohlfahrt.
1938 habilitierte er sich in Leipzig für Psychologie mit der Arbeit „Typologie der Musikbegabung im deutschen Volk“.
Nach einem Einsatz im Kriegsdienst als Heerespsychologe wurde er 1942 mit der Vertretung der Professur für Psychologie an der Universität Halle beauftragt. Im Sommersemester 1943 war er gleichzeitig Lehrstuhlvertreter für Psychologie an der Universität Breslau. 1943 wurde er planmäßiger Extraordinarius für Psychologie an der Universität Breslau. Ab 1946 lehrte Wellek als Ordinarius an der Universität Mainz. Albert Wellek sah sich selbst auch als Vertreter der Zweiten Leipziger Schule (Gestaltpsychologie; Wellek bezog sich vor allem auf Felix Krueger). Im alltäglichen Lehrbetrieb trat die Bedeutung seiner musikwissenschaftlichen Arbeiten allerdings in den Hintergrund, denn er bildete Diplom-Psychologen aus. Seine Vorlesungen in Mainz waren noch in den 1960er Jahren geprägt von der lebhaften Auseinandersetzung der geisteswissenschaftlichen Ansätze der Psychologie (vor allem) mit neueren und nach dem Zweiten Weltkrieg in Deutschland entstandenen psychologischen Theorien sowie mit psychologierelevanten Theorien der abendländischen Philosophie.
Sein Bruder ist der US-Literaturwissenschaftler René Wellek (1903–1995).

## Werke
- Typologie der Musikbegabung im deutschen Volke: Grundlegung einer psychologischen Theorie der Musik und Musikgeschichte. München: C.H. Beck, 1939 (2., durchges. u. erg. Aufl. Mit e. Nachtr.: Gegenwartsprobleme der Musikpsychologie und -ästhetik. München: C.H. Beck, 1970).
- Das Problem des seelischen Seins: Die Strukturtheorie Felix Kruegers. Deutung und Kritik; zugleich ein Beitrag zur Wissenschaftslehre und zur Theorie des Charakters. Frankfurt a. M.: J.A. Barth, 1941.
- Musikpsychologie und Musikästhetik: Grundriss der systematischen Musikwissenschaft. Frankfurt a. M.: Akademische Verl.-Anstalt, 1963.
- Psychologie (Dalp-Taschenbücher; 372 D). Bern: Francke, 1963.
- Die Polarität im Aufbau des Charakters: System der konkreten Charakterkunde. 3., neubearb. und wesentl. erw. Aufl. Bern: Francke, 1966.
- [Hrsg.]: Gesamtverzeichnis der deutschsprachigen psychologischen Literatur der Jahre 1942 bis 1960. Göttingen: Verlag f. Psychologie Hogrefe, 1965.
- Der Rückfall in die Methodenkrise der Psychologie und ihre Überwindung. 2. Aufl. 1970. ISBN 3-8017-0027-5.
- Witz, Lyrik, Sprache: Beiträge zur Literatur- und Sprachtheorie. Mit e. Anh. über d. Fortschritt d. Wissenschaft. Bern: Francke, 1970.
- Das absolute Gehör und seine Typen. 2., um ein Nachwort und ein neues Literaturverzeichnis verm. Aufl. Bern: Francke, 1970.